# Sifalaete
Sifalaete is een bestuurslaag in het regentschap Gunungsitoli van de provincie Noord-Sumatra, Indonesië. Sifalaete telt 601 inwoners (volkstelling 2010).